# Alveolaire laterale flap
De alveolaire laterale flap is een medeklinker in het Internationaal Fonetisch Alfabet die wordt aangeduid met ɺ, en in X-SAMPA met l\.

## Kenmerken
- De manier van articulatie is flap, wat inhoudt dat de klank wordt geproduceerd door een enkele samenspanning van de spieren waarmee een articulator tegen een andere articulator wordt gegooid.
- Het articulatiepunt is alveolaar, wat inhoudt dat voor het vormen van de klank het puntje van de tong tegen het gehemelte net achter de voortanden wordt gedrukt.
- Het type articulatie is stemhebbend, wat wil zeggen dat de stembanden meetrillen bij het articuleren van de klank.
- Het is een orale medeklinker, wat wil zeggen dat de lucht door de mond naar buiten stroomt.
- Het is een laterale medeklinker, wat wil zeggen dat de lucht langs de zijkanten van de tong stroomt.
- Het luchtstroommechanisme is pulmonisch-egressief, wat wil zeggen dat lucht uit de longen gestuwd wordt, in plaats van uit de glottis of de mond.

Deze pagina bevat fonetische informatie in het IPA, die in sommige browsers mogelijk niet correct wordt weergegeven.
Waar symbolen in paren voorkomen, vertegenwoordigt het rechter teken een stemhebbende medeklinker. Gearceerde gebieden bevatten medeklinkers die worden beschouwd als onuitspreekbaar.
Zie ook: IPA, Klinkers